# Thunbergia holstii
Thunbergia holstii är en akantusväxtart som beskrevs av Gustav Lindau. Thunbergia holstii ingår i släktet thunbergior, och familjen akantusväxter. Inga underarter finns listade i Catalogue of Life.